# Nesma Mahgoub
Nesma Alaa Ali Mahgoub (árabe egipcio: نسمة علاء علي محجوب) es una cantante y ganadora de la Academia Árabe de Estrellas del Mundo la temporada octava. Ella es la segunda de Egipto para ganar en el show, después de Mohamed Atieh, el segundo concursante en ganar, después de Shada Hassoun, y el segundo candidato para ganar en el show árabe cantando mayormente el género del western, después Nader Guirat. También prestó su voz para hacer la versión árabe de la famosa canción Let it go y también para la película.

## Durante el show
Nesma nunca fue un candidato. En la parte reality show de la temporada, la producción mantenida por su bajo perfil. No sólo eso, su capacidad de actuar es modesta y no podía participar en las escenas que vienen en este tipo de espectáculo, pero, también, la producción se encargó de hacer su personaje viene a través como positivo.

## La vida antes del show
Antes de participar de la Academia Árabe de Estrellas del Mundo, Nesma estaba estudiando Periodismo, comunicación de masas, Teatro y Música de la Universidad Americana de El Cairo. Su madre le enseñó música y lectura notas. Ella tiene su propia banda llamada Origin.
- Datos: Q12248391